# 3-izopropilmalat dehidrogenaza
3-izopropilmalat dehidrogenaza (EC 1.1.1.85, beta-isopropilmalatni enzim, beta-izopropilmalatna dehidrogenaza, treo-Ds-3-izopropilmalatna dehidrogenaza, 3-karboksi-2-hidroksi-4-metilpentanoat:NAD+ oksidoreduktaza) je enzim sa sistematskim imenom (2R,3S)-3-izopropilmalat:NAD+ oksidoreduktaza. Ovaj enzim katalizuje sledeću hemijsku reakciju
()-3-izopropilmalat + + {\displaystyle \rightleftharpoons } 4-metil-2-oksopentanoat + 2 +  + + (sveukupna reakcija)
(1a) ()-3-izopropilmalat + + {\displaystyle \rightleftharpoons } ()-2-izopropil-3-oksosukcinat + NADH + H+
(1b) ()-2-izopropil-3-oksosukcinat {\displaystyle \rightleftharpoons } 4-metil-2-oksopentanoat + 2 (spontano)
Produkt se spontano dekarboksiluje i proizvodi 4-metil-2-oksopentanoat.

## Literatura
- Nicholas C. Price; Lewis Stevens (1999). Fundamentals of Enzymology: The Cell and Molecular Biology of Catalytic Proteins (Third изд.). USA: Oxford University Press. ISBN 019850229X.
- Eric J. Toone (2006). Advances in Enzymology and Related Areas of Molecular Biology, Protein Evolution (Volume 75 изд.). Wiley-Interscience. ISBN 0471205036.
- Branden C; Tooze J. Introduction to Protein Structure. New York, NY: Garland Publishing. ISBN 0-8153-2305-0.
- Irwin H. Segel. Enzyme Kinetics: Behavior and Analysis of Rapid Equilibrium and Steady-State Enzyme Systems (Book 44 изд.). Wiley Classics Library. ISBN 0471303097.

## Spoljašnje veze
- 3-isopropylmalate+dehydrogenase на 